# Glinne Jezioro
Glinne Jezioro (kaszb. Glinné Jezoro) – jezioro na Pojezierzu Kaszubskim w powiecie kartuskim (województwo pomorskie), położone jest na obszarze Kaszubskiego Parku Krajobrazowego i na skraju kompleksu leśnego Lasów Mirachowskich.
Według urzędowego spisu opracowanego przez Komisję Nazw Miejscowości i Obiektów Fizjograficznych (KNMiOF) nazwa tego jeziora to Glinne Jezioro. W różnych publikacjach i na mapach topograficznych jezioro to występuje pod nazwą Jezioro Glinne.
Powierzchnia zwierciadła wody według różnych źródeł wynosi od 3,9 ha do 10 ha.
Głębokość maksymalna jeziora wynosi 5 m.